# Дорфман, Борис Менделевич
Борис (Борух) Менделевич Дорфман (идиш באָריס (ברוך) דאָרפמאַן‎; 23 мая 1923, Кагул — 23 марта 2022, Львов) — еврейский публицист, исследователь еврейской культуры и общественный деятель; журналист.
Автор около 1000 статей на еврейские темы в прессе по-еврейски, по-русски, по-украински, по-польски и по-немецки. Один из основателей первой в СНГ еврейской газеты «Шофар» и общества еврейской культуры им. Шолом-Алейхема во Львове.

## Биография
Борух родился в купеческой семье Менделя и Молки в городе Кагуле, который в то время был в Бессарабии. Его дед по материнской линии был раввином в городе Килия. 7 июля 1940 года его семью арестовали за антисоветский сионизм. Их имущество отобрали, а семью затем депортировали. В 1942 году его отец погиб. 
Участвовал во Второй мировой войне. В 1949 переехал во Львов к родственникам.
В 1949 году мать опять арестовали за сионистскую деятельность и посадили на семь лет. Борис Дорфман работал главным инженером Сталинского районного жилищного управления. Он стал одним из основателей Львовского общества еврейской культуры им. Шолом-Алейхема, входил в совет директоров, а затем с супругой смог создать воскресную школу, где преподавал и сам. В марте 1990 стал одним из основателей газеты «Шофар», где стал редактором. Печатался также в газете Биробиджанер Штерн и в журнале Советиш геймланд.
Скончался на 99 году жизни.

## Семья
Сын — американский публицист Михаэль Дорфман.